# یواس‌اس اسکاتوپا (ای‌اوجیی-۲۷)
یواس‌اس اسکاتوپا (ای‌اوجیی-۲۷) (به انگلیسی: USS Escatawpa (AOG-27)) یک کشتی بود که طول آن 220 ft 6 in بود. این کشتی در سال ۱۹۴۴ ساخته شد.